# El virginiano
The Virginian (El virginiano en Argentina y en España, y Los invencibles en México) es una serie de televisión estadounidense producida por la NBC que se estrenó originalmente en el año 1962 y duró en antena hasta marzo de 1971. Inspirada en el medio rural estadounidense, este wéstern relata el día a día de un vaquero sin nombre apodado «El virginiano». Los personajes de la serie estaban basados en una novela del mismo título escrita por Owen Wister en 1902 y que había sido llevada al cine en varias ocasiones (1914, 1923, 1929, 1946) y volvería a serlo en 2000.

## Historia
El virginiano fue el primer wéstern televisivo con una duración de noventa minutos (75 sin contar con los anuncios), mientras las demás series, como Bonanza, duraban setenta y cinco (60 sin anuncios). Luego de un episodio piloto en 1958 de hora y media de duración y con el mismo actor principal, James Drury, a la cadena de televisión no le gustó el formato y decidió no arriesgar en el proyecto. Así y todo, la nueva oleada de series de televisión basadas en el viejo oeste norteamericano animaron la NBC a invertir en ella, aunque con cambios. Pese a ser la adaptación de la novela homónima de Owen Wister, el personaje del vaquero de Virginia sufrió variaciones con respecto al texto original y a las películas predecesoras para su adaptación al formato televisivo y a los gustos de la audiencia en aquella época. Mientras que en la novela el argumento principal versaba sobre el amor entre una profesora y el vaquero, en la serie se omitió para tratar temas cotidianos y los valores típicamente norteamericanos como la justicia, los prejuicios y las relaciones entre los habitantes de Medicine Bow.
La serie, que era la única rodada en color en aquella época, alcanzó un gran éxito y permaneció en antena durante nueve años.

## Trama
La serie trataba acerca de un misterioso cowboy, interpretado por James Drury, conocido por el apodo de «el virginiano»; su verdadero nombre nunca fue revelado en los nueve años en los que la serie estuvo en antena. La serie transcurría en Medicine Bow, Wyoming y giraba en torno a la búsqueda del virginiano por mantener un estilo de vida pacífico en el rancho en el que trabajaba, llamado rancho Shiloh, donde fue contratado por el juez local, Henry Garth, como capataz. Allí conocerá a la hija adoptiva del juez, Betsy Garth, y a una periodista del diario local llamada Molly Wood. En la novela original, Molly Wood era la profesora con la que se casaría pero este dato fue modificado por los guionistas. Alejándose del estilo de las demás producciones sobre el oeste, cada episodio trataba un tema diferente profundizando en la personalidad de los personajes huyendo de los tópicos del género. Todos los capítulos seguían la línea de introducción, nudo y desenlace, con una moraleja sobre la justicia o las relaciones humanas.
Otros personajes clave incluían a «Trampas» (interpretado por Doug McClure) y Steve Hill (Gary Clarke). El caballo principal en la serie lo llamaban «Joe D». A medida que la serie fue avanzando, el personaje de «Trampas» se convirtió en uno de los más reconocibles, y sigue siendo el papel por el cual el actor Doug McClure es más conocido.
El rancho tuvo cuatro dueños a lo largo de la serie: el juez Garth (interpretado por Lee J. Cobb), los hermanos Grainger (interpretados por Charles Bickford y John McIntire) y el coronel Alan McKenzie (interpretado por Stewart Granger). El tema musical se titulaba Lonesome Tree (árbol solitario) y fue escrito por Percy Faith y dirigido por el director de revista musical, Stanley Wilson.
En la última temporada, cuando el coronel McKenzie se hizo con el rancho Shiloh, el nombre del programa se cambió por el de The Men from Shiloh (los hombres de Shiloh) y el aspecto de la serie fue completamente replanteado, con bordes mucho más amplios y copas más altas en los sombreros, barbas y bigotes, y trajes más apuestos e imaginativos para los personajes. Estos cambios no fueron considerados «mejoras» por la mayor parte de los aficionados a la serie y, después de nueve años, la serie estaba al final de su carrera y ya poco podía hacerse para salvarla.

## Reparto

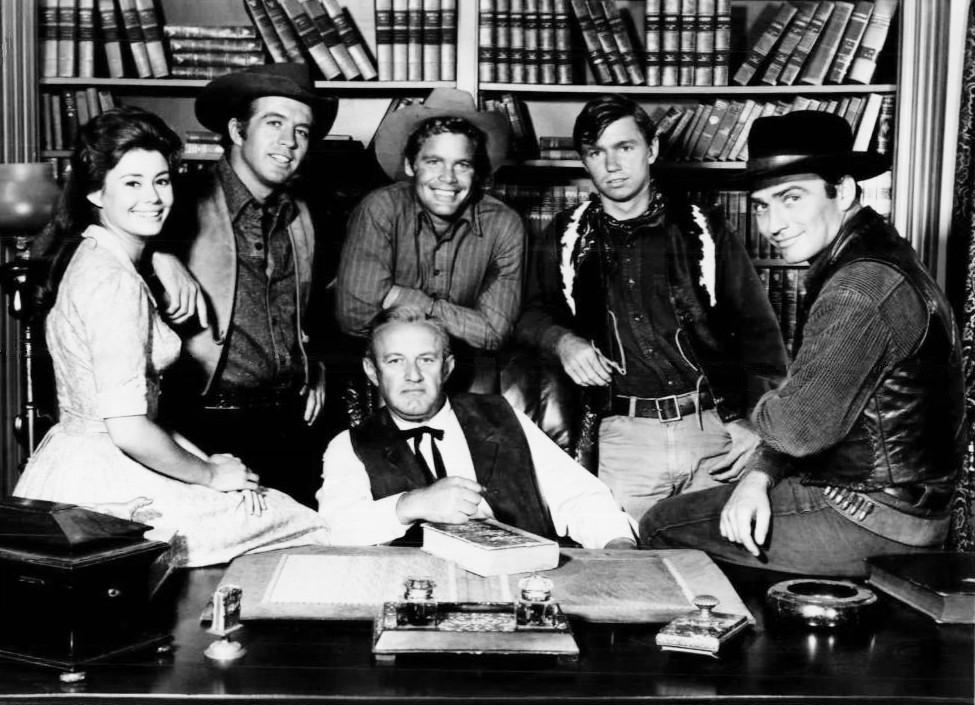
Centro: Lee J. Cobb (juez Garth). De izquierda a derecha: Roberta Shore (Betsy Garth), Clu Gulager (Emmett Ryker), Doug McClure («Trampas»), Randy Boone (Randy Benton), James Drury («El virginiano»).

James Drury y Doug McClure fueron los únicos actores que aparecieron durante las nueve temporadas de la serie.
- James Drury como «El virginiano».
- Doug McClure como «Trampas».
- Lee J. Cobb como el juez Henry Garth (temporadas 1-4).
- Roberta Shore, como Betsy, hija del juez Garth (temporadas 1-4).
- Randy Boone como Randy Benton (temporadas 2-4).
- Gary Clarke como Steve Hill (temporadas 1-3).
- Diane Roter como Jennifer Sommers, sobrina del juez Garth (temporada 4).
- Charles Bickford como John Grainger (temporadas 5-6).
- John McIntire como Clay Grainger (temporadas 6-8).
- Jeanette Nolan como Holly Grainger (temporadas 6-8).
- Sara Lane como Elizabeth Grainger (temporadas 5-8).
- Clu Gulager como el ayudante de sheriff (y luego, a partir de la 4ª temporada, sheriff) Emmett Ryker (temporadas 3-6).
- Don Quine como Stacey Grainger (temporadas 5-6).
- David Hartman como Dave Sutton (temporada 7).
- Tim Matheson como Jim Horn (temporada 8).
- Stewart Granger como el coronel Alan MacKenzie (temporada 9).
- Lee Majors como Tate (temporada 9).

A lo largo de los casi diez años que duró la serie, hubo numerosas apariciones de actores reconocidos como Charles Bronson, Joseph Cotten, Lee Marvin, Ricardo Montalbán o George C. Scott y de otros desconocidos en aquellos momentos, pero que posteriormente alcanzaron gran fama, como Harrison Ford o Robert Redford.